# Тесла (филм из 1993)
„Тесла” је југословенски ТВ филм из 1993. године. Режирао га је Славољуб Стефановић Раваси а сценарио је написала Весна Језеркић по делу Милоша Црњанског.

## Улоге
| Глумац                  | Улога                        |
| ----------------------- | ---------------------------- |
| Светозар Цветковић      | Никола Тесла                 |
| Владислава Милосављевић | Хелен                        |
| Варја Ђукић             | Росамунд                     |
| Небојша Љубишић         | Чарлс, банкар                |
| Петар Краљ              | Џорџ Вестингхаус, инжењер    |
| Феђа Стојановић         | Банкар                       |
| Горан Даничић           | Глиша, боксер                |
| Ранко Ковачевић         |                              |
| Мирољуб Лешо            |                              |
| Душан Тадић             | Пуковник, изасланик адмирала |